# Аниманиаци
„Аниманиаци“ (на английски: Animaniacs) е американски анимационен сериал, разпространяван от Warner Bros. Television и продуциран от Amblin Entertainment и Warner Bros. Animation. Между 1993 и 1995 г. се излъчва по Fox Kids, а между 1995 и 1998 г. е излъчван по The WB като част от следобедния блок Kids' WB. Продуцирани са общо 99 епизода и един филм, озаглавен „Желанието на Уако“. Главните герои са тримата Уорнър – Яко, Уако и Дот, които живеят в Бърбанк, Калифорния.
През януари 2018 г. е обявено, че сериалът е подновен и ще се излъчва по стрийминг платформата Hulu, като ще има най-малко два сезона, продуцирани от Amblin Entertainment и Warner Bros. Animation. Целият първи сезон е качен на 20 ноември 2020 г., а вторият сезон е качен на 5 ноември 2021 г. Третият и последен сезон е качен на 17 февруари 2023 г.

## „Аниманиаци“ в България
В България около края на декември 2007 г. и началото на 2008 г. по Нова телевизия различни епизоди от сериала са излъчвани като част от „Голямото анимационно шоу на Уорнър“. От 1 до 4 януари 2008 г. е излъчен четвърти сезон без първия му епизод, а разписанието е всеки ден по два епизода като само на 4 януари е излъчен един. Последният епизод, озаглавен „Сюитата на Аниманиаците“, но преведен само като „Аниманиаците“, е излъчен на 4 март 2008 г. Следващата седмица също има излъчени епизоди. Ролите се озвучават от артистите Здрава Каменова, Лина Шишкова, Любомир Младенов, Николай Николов, Камен Асенов, Анатолий Божинов и Радослав Рачев.
През 2012 г. започва излъчване по bTV Comedy. Ролите се озвучават от артистите Ангелина Славова, Камен Асенов, Димитър Живков от първи до шести епизод, Светломир Радев от седми до края на сериала и Димитър Кръстев.